# Izvoru
Izvoru is een Roemeense gemeente in het district Argeș.
Izvoru telt 2531 inwoners.